# Isoterma de adsorción
Una isoterma de adsorción (también llamada isoterma de sorción) describe el equilibrio de la adsorción de un material en una superficie (de modo más general sobre una superficie límite) a temperatura constante. Representa la cantidad de material unido a la superficie (el sorbato) como una función del material presente en la fase gas o en la disolución. Las isotermas de adsorción se usan con frecuencia como modelos experimentales, que no hacen afirmaciones sobre los mecanismos subyacentes y las variables medidas. Se obtienen a partir de datos de medida por medio de análisis de regresión. 

## Tipos
Las isotermas más frecuentemente usadas son:
- Isoterma lineal,
- Isoterma de Freundlich,
- Isoterma de Langmuir,
- Isoterma de Temkin,
- Isoterma de Gibbs, y el
- modelo BET.